# خاندان بولین
خاندان بولین (به انگلیسی: Boleyn family) یکی از خاندان‌های برجسته انگلستان از طبقه اشراف بودند. آن ها در دوره تودور هنگامی که آن بولین دومین همسر و شهبانوی هنری هشتم و دخترشان در آینده ملکه الیزابت یکم شد به اوج نفوذ خود رسیدند.